# Otto Graepel
Otto Friedrich Graepel (* 1. Oktober 1857 in Ovelgönne; † 7. Oktober 1924 in Eutin) war ein deutscher Jurist und Politiker.

## Leben und Beruf
Otto Graepel wurde am 1. Oktober 1857 als Sohn des Landgerichtsrates Friedrich Graepel in Ovelgönne geboren. Er besuchte das Gymnasium in Jever und studierte Rechtswissenschaft an den Universitäten Tübingen, Leipzig und München.
Nach Ablegung der beiden juristischen Staatsexamina trat er 1883 in den oldenburgischen Staatsdienst ein und wurde er 1885 als Hilfsarbeiter und Sekretär dem oldenburgischen Justizministerium zugeteilt. Im Juli 1887 wurde er zum Amtsrichter in Brake ernannt und 1890 an das Landgericht Oldenburg versetzt. Die richterliche Tätigkeit erfüllte ihn offenbar allerdings nicht und so nahm er im Juni 1895 die Stelle eines administrativen Mitglieds der Direktion der Großherzoglich Oldenburgischen Staatseisenbahnen an. Die Tätigkeit entsprach offenbar seinem Wunsch nach Selbständigkeit und praktisch-organisatorischer Arbeit. In den folgenden Jahren bemühte sich Graepel erfolgreich um die Wiederbelebung des Nordenhamer Hafens, der durch die Rückverlegung des Betriebes des Norddeutschen Lloyd nach Bremerhaven zu veröden drohte. Er war an den Verhandlungen über die Ansiedlung neuer Gesellschaften – der Deutsche Dampffischereigesellschaft Nordsee und der Norddeutschen Seekabelwerke – beteiligt, die den neuerlichen Aufschwung des Hafens herbeiführten. Sein Verhandlungsgeschick und seine organisatorischen Fähigkeiten machten ihn außerdem zum Anwärter auf Leitungsfunktionen in der Staatsverwaltung, zumal er durch seine Heirat auch über nützliche Beziehungen verfügte. Als der Präsident der Eisenbahndirektion Otto von Mühlenfels 1899 wegen schwerer Konflikte mit dem Landtag sein Amt niederlegte, wurde Graepel sein Nachfolger bei der Großherzoglichen Eisenbahndirektion Oldenburg. Vorerst nur zum Eisenbahndirektor ernannt, wurde ihm 1907 der Titel eines Eisenbahndirektionspräsidenten verliehen. Begünstigt durch äußere Umstände gelang es Graepel, die Differenzen mit dem Parlament auszuräumen und die Einnahmen der Eisenbahn so zu steigern, dass sie zu einem wichtigen Faktor der staatlichen Finanzen wurden.

## Öffentliche Ämter
Am 3. Januar 1916 wurde er auch aufgrund seiner erfolgreichen Tätigkeit zum Finanzminister des Großherzogtums Oldenburg ernannt. In politischer Hinsicht konservativ eingestellt, wandte er sich noch im Oktober 1918 gegen die Parlamentarisierung der Regierung, fügte sich aber dann rasch dem Druck der Lage und akzeptierte die notwendigen Verfassungsänderungen, wenn ihm auch die Zustimmung nach eigener Aussage schwer fiel. Um die Kontinuität zu wahren, trat er am 11. November 1918 als parteiloser Fachminister dem Landesdirektorium des Freistaates Oldenburg bei, das nach der Abdankung des Großherzogs als provisorische Regierung fungierte. Vom 21. Juni 1919 bis zu seinem freiwilligen Eintritt in den Ruhestand am 9. September 1921 amtierte er in der von Ministerpräsident Theodor Tantzen geführten Landesregierung als Minister für Justiz, Kirchen und Schulen. Am 1. Oktober 1921 wurde er auf eigenen Wunsch zum Amtsgerichtsrat in Eutin, der Hauptstadt der Exklave Landesteil Lübeck des Freistaats Oldenburg, ernannt. Drei Jahre später starb er dort an einem Herzleiden.
Er war Ehrenmitglied der Burschenschaft Normannia Leipzig.

## Familie
Graepel heiratete am 29. Mai 1888 Alida Sophie Elisabeth geb. Tappenbeck (1864–1953), die Tochter des oldenburgischen Justizministers Friedrich Tappenbeck (1820–1893). Das Ehepaar hatte drei Söhne.